# Екатерина Ланкастерская
Екатери́на Ланка́стерская (англ. Catherine of Lancaster, исп. Catalina de Lancáster; 31 марта 1373, Хартфорд, королевство Англия — 2 июня 1418, Вальядолид, королевство Кастилия и Леон) — английская принцесса из дома Ланкастеров, дочь Джона Гонта, герцога Ланкастера. Жена короля Энрике III; в замужестве — принцесса Астурийская, затем королева Кастилии и Леона. Овдовев, исполняла обязанности регента при малолетнем сыне — короле Хуане II.

## Биография

### Семья и брак
Екатерина Ланкастерская родилась в Хартфордском замке в графстве Хартфордшир 31 марта 1373 года. Она была дочерью Джона Гонта, герцога Ланкастера, от его второй жены Констанции Кастильской. По отцовской линии приходилась внучкой английскому королю Эдуарду III и Филиппе Геннегау. По материнской линии была внучкой кастильского короля Педро I и Марии де Падилья. Принцесса получила хорошее домашнее образование. После того, как её деда Педро I сверг его единокровный брат Энрике, противники нового короля стали рассматривать Екатерину Ланкастерскую в качестве одной из претенденток на кастильскую корону. В 1385 году её отец от имени жены и дочери предъявил претензии на трон Кастилии и Леона. При поддержке английского короля Ричарда II в 1386 году Джон Гонт занял Ла-Корунью. Он также управлял городами Сантьяго-де-Компостела, Виго и Понтеведро. В том же году Екатерина присоединилась к родителям в Кастилии, чтобы упрочить свои позиции в качестве претендентки. Тогда же королевства Англии и Португалии закрепили политический союз династическим браком португальского короля Жуана I и Филиппы, дочери Джона Гонта от первого брака с Бланкой Ланкастерской.
Однако, уже в 1387 году из-за неудачного вторжения в Леон Джону Гонту пришлось оставить некоторые территории в Кастилии и отступить в Португалию. Именно тогда он принял предложение короля Хуана I о браке Екатерины с наследным принцем Энрике, будущим кастильским королём под именем Энрике III, при условии, что Констанция, герцогиня Ланкастерская, откажется от претензий на трон Кастилии и Леона. Окончательный договор в отношении этого предложения был ратифицирован в Байонне на территории Гаскони 8 июля 1388 года. Брак помог восстановить легитимность дома Трастамара, который был ветвью Бургундского дома от внебрачной связи кастильского короля Альфонсо XI. Кроме того, вместе с Лёлингемским перемирием помолвка принца и принцессы положила фактический конец испанскому периоду Столетней войны.
5 августа 1388 года Екатерина объявила о своём согласии вступить в брак и подписала договор, в котором в качестве приданого принцессы упоминались города Сория, Алмазан, Атиенца, Деза и Молина. 17 сентября 1388 года в соборе Сан-Антолин в городе Паленсия она обвенчалась с наследным принцем, приходившимся ей двоюродным братом. Сразу после бракосочетания Энрике был присвоен титул принца Астурийского. В 1390 году умер свёкор Екатерины, и её муж стал новым королём, а она королевой Кастилии и Леона. Приступить к правлению Энрике III смог только в 1393 году, по достижении совершеннолетия. Став королевой, Екатерина много покровительствовала церкви. Уже в сентябре 1390 года она полностью встала на сторону Авиньонского папства, поддержав антипапу Климента VII. Она также оказывала особую поддержку монахам-доминиканцам. Екатерина родила супругу сына и двух дочерей:
- инфанта Мария Кастильская (1401—1458), принцесса Астурийская, сочеталась браком с Альфонсо V, королём Арагона и королём Неаполя;
- инфанта Екатерина Кастильская (1403—1439), герцогиня Вильена, в 1420 году сочеталась браком с инфантом Энрике Арагонским (1400—1445), 4-м графом де Альбуркерке, 32-м графом Ампурьяса и 35-м магистром ордена Сантьяго;
- инфант Хуан Кастильский (1405—1454), принц Астурийский, король Кастилии и Леона под именем Хуана II.

### Вдовство и регентство
Екатерина овдовела в 1406 году. Согласно последней воле покойного мужа, она и его брат, арагонский король Фердинанд I, стали регентами при несовершеннолетнем наследнике, короле Хуане II. Они должны были править королевством вместе с королевским советом. Из этих трёх ветвей Фердинанд должен был получить наибольшие властные полномочия. Тем не менее, опека над Хуаном II была передана двум дворянам: Диего Лопесу Цуниге и Хуану Фернандесу де Веласко. Вдовствующая королева укрылась с детьми в замке Алькасар в Сеговии, потому что не желала передавать кому-либо своего годовалого сына. Фердинанд смог найти компромисс, который позволил Екатерине поддерживать опеку над её сыном.
На территории арагонского и кастильского королевств Фердинанд приказал мусульманам носить особый символ, пришитый к одежде — синий полумесяц. Им не разрешалось покидать свои гетто, не разрешалось работать или торговать с христианами. Евреям тоже не разрешалось работать или торговать с христианами. Попытка деверя подавить религиозные меньшинства в королевстве была поддержана Екатериной; давление на мусульман и евреев в Кастилии и Леоне оказывалось вплоть до конца её регентства. Кроме того, напряженность между регентами привела к разделению полномочий. Королевский совет присвоил Екатерине контроль над северной частью королевств Кастилии и Леона, южную оставив за Фердинандом.
Екатерина принимала участие в войнах Фердинанда против Гранады на юге Пиренейского полуострова, что расстроило отношения между Кастилией и Францией. Зато вдовствующая королева смогла укрепить отношения Кастилии с Португалией, где королевой была её единокровная сестра Филиппа, и с Англией, где с 1399 года под именем Генриха IV правил её единокровный брат. Ей удалось наладить стабильные торговые отношения между Кастилией и Англией. Проводимая вдовствующей королевой международная политика оказалась полезной для подданных, однако некоторые члены королевского совета не всегда действовали в интересах государства. Будучи в оппозиции к Фердинанду, она поддержала антипапу Бенедикта XIII и вначале высказалась против Констанцского собора (1414—1418).
В 1416 году Фердинанд умер. Это негативно сказалось на положении Екатерины в качестве регента, потому что соперники покойного больше не поддерживали её. Вдовствующая королева умерла в Вальядолиде 2 июня 1418 года от инсульта. Она похоронена рядом с мужем в королевской капелле Толедского собора. Её монументальное надгробие свидетельствует о том, что у королевы было длинное лицо и высоко изогнутый лоб. Правнучка Екатерины Ланкастерской, названная в её честь, Екатерина Арагонская, вышла замуж за короля Генриха VIII Тюдора и стала королевой Англии.